# Miroslav Kopal
Miroslav Kopal (* 17. ledna 1963 Jablonec nad Nisou) je bývalý český sdruženář, který závodil v letech 1983–1996.
Startoval na ZOH 1988 a 1994, přičemž v Calgary 1988 se v individuálním závodě umístil na 6. místě a v závodě družstev byl československý tým sedmý. Individuální závod v Lillehammeru 1994 nedokončil. Zúčastnil se také světových šampionátů v letech 1984, 1989 a 1993, jeho největším úspěchem bylo páté místo z Lahti 1989.